# Stanley Van den Eynde
Stanley (Stan) Van den Eynde (Rotterdam (Nederland), 3 oktober 1909 – Berchem, 18 november 1994) was een Belgisch voetballer die speelde als aanvaller. Hij voetbalde in Eerste klasse bij Beerschot VAC en speelde 26 interlands met het Belgisch voetbalelftal. Naar hem is een vroegere wisselbeker genoemd. Ook zijn broer John Van den Eynde speelde bij Beerschot AC.Hun moeder Evelyn Goodmann is afkomstig van Londen in Engeland, vader Henri Van den Eynde is geboren in Antwerpen.

## Loopbaan
Van den Eynde debuteerde in 1929 als aanvaller in het eerste elftal bij Beerschot VAC. Hij verwierf er al spoedig een basisplaats. Door een zware beenbreuk in de interland Ierland-België moest hij drie maand in Dublin verblijven en was hij van 25 februari 1934 tot 22 november 1936 niet meer op de velden te bespeuren.Hiermee nam hij de gelegenheid om anderhalf jaar te reizen naar Australië en Nieuw-Zeeland.
Hij werd nog tweemaal landskampioen met Beerschot in 1938 en 1939, want ook Raymond Braine was in 1936 teruggekeerd van Sparta Praag. In dat jaar zette hij ook een punt achter zijn spelersloopbaan op het hoogste niveau. Van den Eynde speelde in totaal 134 wedstrijden in Eerste klasse en scoorde 48 doelpunten.
Tussen 1931 en 1938 speelde Van den Eynde 26 wedstrijden met het Belgisch voetbalelftal en scoorde hij in totaal 9 doelpunten. Ook zijn internationale carrière werd tussen 1934 en 1937 onderbroken door zijn zware blessure te Dublin.

## Wisselbeker Stanley Van den Eynde
In het verleden werd er door de Koninklijke Belgische Voetbalbond een wisselbeker uitgereikt aan de ploeg uit Eerste klasse die op het einde van het seizoen het best gerangschikt stond in het fair playklassement. RSC Anderlecht won de Wisselbeker Fair Play Stanley Van den Eynde driemaal (in 1972, 1985 en 1987).